# Ray Stehr
Raymond Ernest Stehr, né le 24 janvier 1913 à Warialda en Nouvelle-Galles du Sud, et mort le 2 juin 1983 à Maroubra, New South Wales (en), est un joueur australien de rugby à XIII. Il a joué pour les Sydney Roosters.